# Högsdorf
Högsdorf ist eine Gemeinde im Kreis Plön in Schleswig-Holstein.

## Geografie

### Geografische Lage
Das Gemeindegebiet von Högsdorf erstreckt sich etwa 5 km südöstlich von Lütjenburg im nordwestlichen Teilbereich des Naturraums Ostholsteinisches Hügel- und Seenland (Haupteinheit Nr. 702). Durch die Gemeinde verläuft der Högsdorfer Bach. Recht zentral im Gemeindegebiet liegt der Ihlsee südöstlich des für die Gemeinde namengebenden Ortes.

### Gemeindegliederung
Die Gemeinde Högsdorf gliedert sich in eine Vielzahl von Ortsteilen, die im Amtsdeutsch als Wohnplätze bezeichnet werden. Neben dem namengebenden Dorf liegen ebenfalls die Häusergruppen Hohenstein, Kuhlrade, Schoppel, Steinbusch und Viehdamm, die Hofsiedlungen Achtersöhren, Brakrade, Finkenberg, Högsdorfer Ziegelei, Klütsahl, Rührsberg und Stubbenkoppel, das Restgut und Streusiedlung Flehm, wie auch das Forsthaus Jägerhof als weitere Wohnplätze im Gemeindegebiet.

### Nachbargemeinden
Das Gemeindegebiet von Högsdorf wird umschlossen von jenen der Gemeinden:
| Helmstorf |                                             | Blekendorf  |
| Dannau    | Kompassrose, die auf Nachbargemeinden zeigt | Kletkamp    |
| Malente   |                                             | Kirchnüchel |

## Politik

### Gemeindevertretung
Bei der Kommunalwahl 2023 errang die Kommunale Wählervereinigung Högsdorf erneut alle neun Sitze in der Gemeindevertretung. Die Wahlbeteiligung betrug 61,0 Prozent.

### Wappen
Blasonierung: „In Grün unter einem bewurzelten silbernen Eichbaum mit sieben Blättern und zwei roten Eicheln drei goldene Steinkreise in der Stellung 2 : 1.“

## Kultur und Sehenswürdigkeiten

### Archäologische Stätten
Im Ortsteil Flehm befinden sich zwei gut erhaltene jungsteinzeitliche Großsteingräber.

### Gilde
Die Högsdorfer Gilde besteht seit 1687.

## Verkehr
Durch das Gemeindegebiet und das namengebende Dorf führt die schleswig-holsteinische Landesstraße 178. Daneben zieht sich die nur durch Gelegenheitsverkehr (Stand 2024) genutzte Bahnstrecke Malente-Gremsmühlen–Lütjenburg durch das Gemeindegebiet.